# Schloss Kolmberg

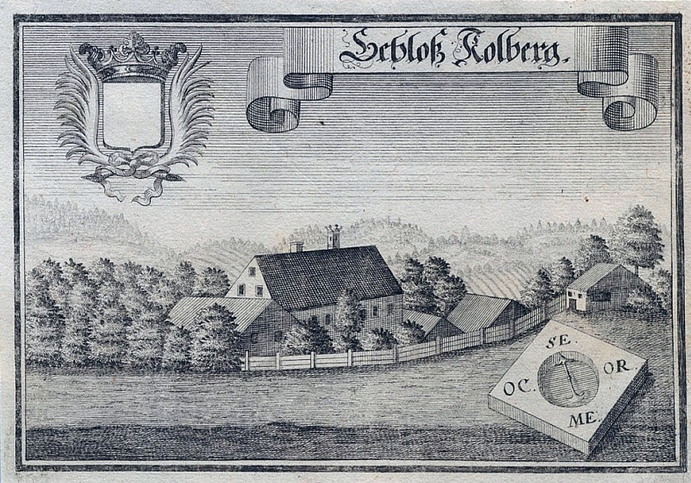
Ansicht von Schloss Kolmberg nach einem Stich von Michael Wening (1721)

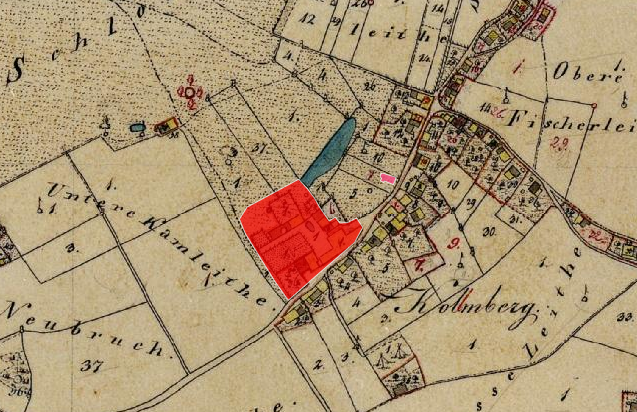
Lageplan von Schloss Kolmberg auf dem Urkataster von Bayern

Das Schloss Kolmberg lag in dem gleichnamigen Dorf Kolmberg, einem Gemeindeteil der Gemeinde Waffenbrunn im Oberpfälzer Landkreis Cham in Bayern. „Archäologische Befunde des abgegangenen frühneuzeitlichen Schlosses von Kolmberg“ werden als Bodendenkmal unter der Aktennummer D-3-6742-0081 geführt.

## Geschichte
In Kolmberg befand sich seit dem ausgehenden 12. Jahrhundert eine Dienstmannenburg der Mark Cham, die Teil des Grenzbefestigungssystems gegen Böhmen war. Im ersten Herzogsurbar wird unter dem Schergenamt Miltach der abgabepflichtige Ort als Kalnberc erwähnt, im zweiten Urbar ist von Chalnperch die Rede. In der Landtafel von 1600 wird Kolmberg als Hofmark erwähnt. Am 27. Juni 1609 wird Hans Peter Pergkhofer vom Herzog diese Landsasserei verliehen. Als Auflage wird dem Hofmarksherren die Stellung eines Mannes mit einem reisigen Pferd sowie weitere Fruchtgüter an das Amt Cham auferlegt. 1636 sind die Poißl von Loifling als Inhaber des Gutes beglaubigt. 1674 veräußern sie dieses an Georg Wilhelm Fuchs. Im ausgehenden 18. Jahrhundert hat Andre Herzog das Gut inne. Dieser schließt 1783 mit dem Chamer Bürger Anton Majrlipp einen Kaufvertrag. Zu Beginn des 19. Jahrhunderts ist Freiherr von Völnderndorff der hiesige Besitzer. Ihm gehören auch die Hofmarkern Ränkam und Arnschwang. 1821 wird in Kolmberg ein Patrimonialgericht II. Klasse eingerichtet. Nach 1831 erwirbt Baron Voith von Voithenberg das Gut Kolmberg mitsamt dem Patrimonialgericht. Kolmberg bestand damals aus 13 Anwesen.

## Beschreibung
Die einfache Anlage war ein langgestreckter, zweigeschossiger Satteldachbau mit den Ausmaßen von ca. 50 × 20 m. Das Gebäude ist 1868 abgebrannt und wurde danach abgebrochen.